# Aetitus
Aetitus, ook genoemd Aquilaeus of adelaarssteen, is een steen die magische eigenschappen zou hebben. Het bestaat hoofdzakelijk uit ijzeroxide, met een beetje vuursteen en aluminiumoxide.  De steen is hol met een los steentje binnenin waarmee gerammeld kan worden.  De steen zou gevonden zijn in de maag, nek of nest van een adelaar, vandaar de naam. Men geloofde dat deze steen epilepsie en miskramen kon helpen vermijden.
De steen werd voor het eerst beschreven door de Romeinse schrijver Plinius de Oudere (23-79).